# 本杰明·亨利·拉特罗布

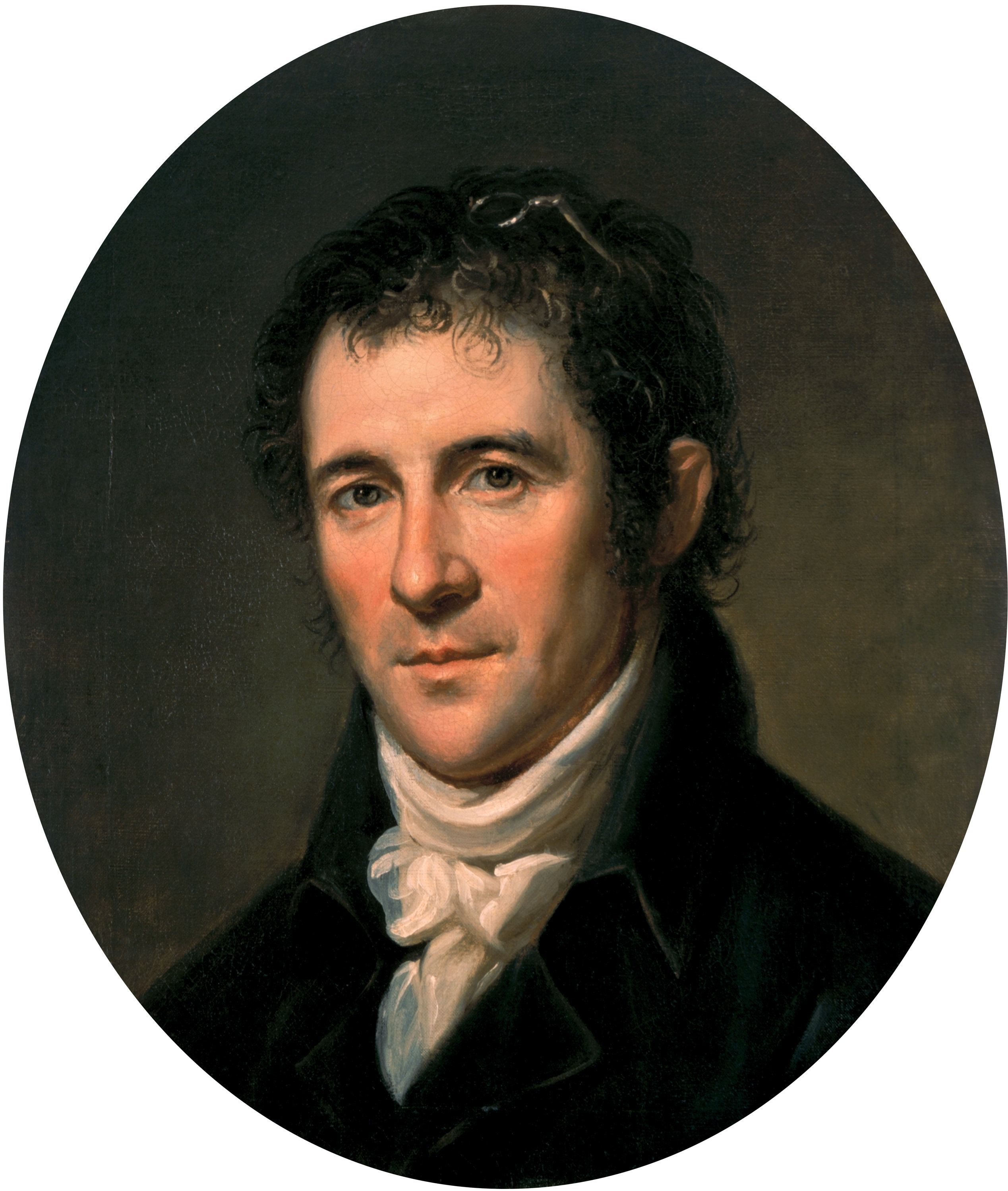
本杰明·亨利·拉特罗布

本杰明·亨利·博内瓦尔·拉特罗布（1764年5月1日 - 1820年9月3日）是一位英裔美国新古典主义建筑設計師和建築師。三十多岁时，他從英國移民到美国，并參與设计美國國會大廈、圣母升天国家朝圣地圣殿。以及白宫门廊。1820年本杰明·亨利·拉特罗布因黄热病在新奥尔良去世。